# Евансдејл (Ајова)
Евансдејл (енгл. Evansdale) град је у америчкој савезној држави Ајова. По попису становништва из 2010. у њему је живело 4.751 становника.

## Демографија
Према попису становништва из 2010. у граду је живело 4.751 становника, што је 225 (5,0%) становника више него 2000. године.
| Група             | 2000.         | 2010.         |
| Белци             | 4.341 (95,9%) | 4.452 (93,7%) |
| Афроамериканци    | 35 (0,8%)     | 80 (1,7%)     |
| Азијати           | 25 (0,6%)     | 25 (0,5%)     |
| Хиспаноамериканци | 42 (0,9%)     | 81 (1,7%)     |
| Укупно            | 4.526         | 4.751         |